# Wake Up and Smell the Coffee
Albums de The Cranberries
Bury the Hatchet
(1999) Treasure Box: The Complete Sessions 1991–1999
(2002)
Singles
1. Analyse
Sortie : 18 septembre 2001
2. Time Is Ticking Out
Sortie : 12 mars 2002
3. This Is the Day
Sortie : 16 juillet 2002

Wake Up and Smell the Coffee est le cinquième album du groupe de rock alternatif Irlandais The Cranberries sorti en 2001.
« Wake up and smell the coffee » est une expression populaire signifiant « réveille-toi ! » (dans le sens de « cesse de rêver et agis »). La paternité de cette phrase est souvent attribuée à la chroniqueuse du Chicago Sun-Times et écrivaine américaine Ann Landers. Cette dernière a d'ailleurs sorti un livre avec ce titre en 1996.

## Liste des titres
Toutes les paroles sont écrites par Dolores O'Riordan.
| No  | Titre                        | Musique               | Durée |
| --- | ---------------------------- | --------------------- | ----- |
| 1.  | Never Grow Old               | O'Riordan             | 2:35  |
| 2.  | Analyse                      | O'Riordan             | 4:10  |
| 3.  | Time Is Ticking Out          | O'Riordan, Noel Hogan | 2:59  |
| 4.  | Dying Inside                 | O'Riordan, Hogan      | 3:10  |
| 5.  | This Is the Day              | O'Riordan             | 4:15  |
| 6.  | The Concept                  | O'Riordan             | 3:03  |
| 7.  | Wake Up and Smell the Coffee | O'Riordan, Hogan      | 5:15  |
| 8.  | Pretty Eyes                  | O'Riordan             | 3:48  |
| 9.  | I Really Hope                | O'Riordan, Hogan      | 3:42  |
| 10. | Every Morning                | O'Riordan             | 2:24  |
| 11. | Do You Know                  | O'Riordan             | 3:09  |
| 12. | Carry On                     | O'Riordan             | 2:21  |
| 13. | Chocolate Brown              | O'Riordan, Hogan      | 3:32  |

## Anecdotes
En 2001, le titre Wake Up And Smell The Coffee a été utilisé par Microsoft dans la vidéo de présentation de Windows XP.